# Ełk (rzeka)
Ełk (dawniej Łek, niem. Leck, Lyck) – rzeka na Pojezierzu Mazurskim, prawy dopływ Biebrzy o długości ok. 114 km.
Rzeka Ełk jest prawobrzeżnym dopływem Biebrzy, ciekiem IV rzędu. Długość całkowita wynosi 113,6 km, w tym 86,0 km w województwie warmińsko-mazurskim. Powierzchnia zlewni wynosi 1524,5 km².
W regionalizacji fizycznogeograficznej Polski według Kondrackiego zlewnia rzeki znajduje się w granicach trzech mezoregionów: Wzgórza Szeskie i Pojezierze Ełckie (makroregion Pojezierze Mazurskie) oraz Kotlina Biebrzańska (makroregion Nizina Północnopodlaska).
Początek bierze na Szeskiej Górze koło Gołdapi. Następnie przepływa południkowo przez wschodnie obszary województwa warmińsko-mazurskiego (przepływa przez teren powiatu gołdapskiego – gminę Gołdap, oleckiego – gminy: Kowale Oleckie, Świętajno oraz ełckiego – gminy: Stare Juchy, Ełk i Prostki) – obszar Pojezierza Ełckiego) oraz powiaty grajewski i moniecki w województwie podlaskim. Przepływa przez jeziora: Łaźno, Łaśmiady, Straduńskie, Ełckie. Największymi miejscowościami położonymi nad rzeką są: Ełk, Straduny, Nowa Wieś Ełcka, Prostki i Grajewo.

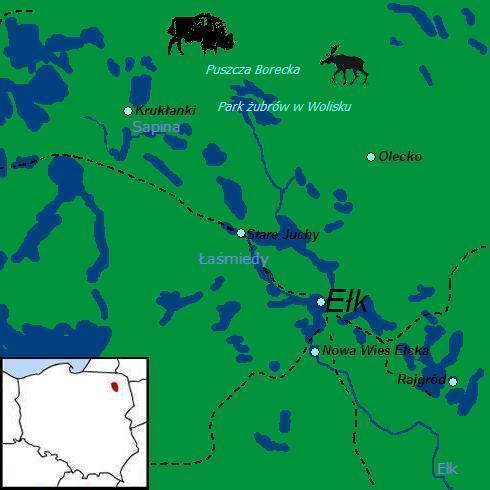
Pojezierze Ełckie a rzeka Ełk

Początkowy odcinek rzeki (do ujścia do jeziora Łaśmiady) nosi nazwy Czarna Struga i Łaźna Struga. Nazwę Ełk przybiera po przepłynięciu Jeziora Ełckiego w kierunku południowym. Uchodzi do Biebrzy w okolicach miejscowości Osowiec, położonej na obszarze Bagien Biebrzańskich. Wody dolnego biegu rzeki nie przepływają pierwotnym korytem – zostały skierowane do Biebrzy krótszą drogą: Kanałem Rudzkim wybudowanym na przełomie XIX i XX wieku, omijającym dużą część starego koryta. Stary odcinek ujściowy wykorzystuje obecnie Jegrznia (Lega) przed ujściem do Biebrzy.
Do głównych lewobrzeżnych dopływów Ełku należą: Mazurka, Połomska Młynówka, Karmelówka, Kanał Kuwasy, a prawobrzeżnych: Gawlik, Różanica i Binduga.
Zlewnia, ukształtowana przez zlodowacenie bałtyckie, w większości zbudowana jest z glin zwałowych z fragmentami piasków i żwirów. Gleby brunatne właściwe i wyługowane oraz płowe charakteryzują się małą przepuszczalnością. Rzeźba terenu jest urozmaicona. Występują liczne pagórki, zagłębienia bezodpływowe (często zatorfione). W strukturze użytkowania zlewni znaczną powierzchnię zajmują lasy oraz grunty orne.
Wody prawie na całej długości rzeki kwalifikuje się do III klasy czystości. Jedynie w Nowej Wsi Ełckiej stwierdzono II klasę.
Głównymi źródłami zanieczyszczeń są ścieki z mechaniczno-biologicznej (ze stopniem defosfatacji) oczyszczalni dla Ełku w Nowej Wsi Ełckiej (około 11 660 m³/d ścieków – kontrola z czerwca 2002 r.) oraz z oczyszczalni gminnej w Prostkach (165 m³/d ścieków – kontrola z września 2002 r.). Mniejsze ilości ścieków są odprowadzane z osiedli mieszkaniowych w Stradunach (około 70 m³/d – kontrola WIOŚ ze stycznia 2000 r.), Bobrach (około 60 m³/d – kontrola z października 2000 r.), Wiśniowie Ełckim (około 20 m³/d – kontrola z marca 2001 roku) i Pietraszach (około 10 m³/d – kontrola z marca 2001 r.). Gorzelnia Rolnicza w Stradunach po zakończeniu kampanii produkcyjnej jednorazowo odprowadzała do rzeki Ełk (poprzez rów melioracyjny) ścieki oczyszczone w ilości około 50 m³/d (kontrola ze stycznia 2002 r.)
Jakość wód w 2006 r. badano w jednym przekroju pomiarowo-kontrolnym w Nowej Wsi Ełckiej, ujętym w europejskiej sieci EuroWaterNet. W odniesieniu do oceny za 2005 r. jakość wód Ełku nie uległa zmianie i nadal utrzymywała się na poziomie III klasy.
W 2004 roku na stanowisku zlokalizowanym w Nowej Wsi Ełckiej odpowiadały normom III klasy. O ocenie ogólnej zadecydowały: barwa, BZT5, ChZT-Mn, ChZT-Cr, azot Kjeldahla, bar oraz liczba bakterii grupy coli typu kałowego.
Duży wpływ na poprawę czystości rzeki miała modernizacja oczyszczalni w Ełku i Prostkach (wprowadzono III stopień oczyszczania, polegający na redukcji biogenów w ściekach oczyszczonych. Doprowadziło to do znacznego zmniejszenia ładunku związków biogennych w rzece poniżej zrzutu.